# Hinduiskt tempel

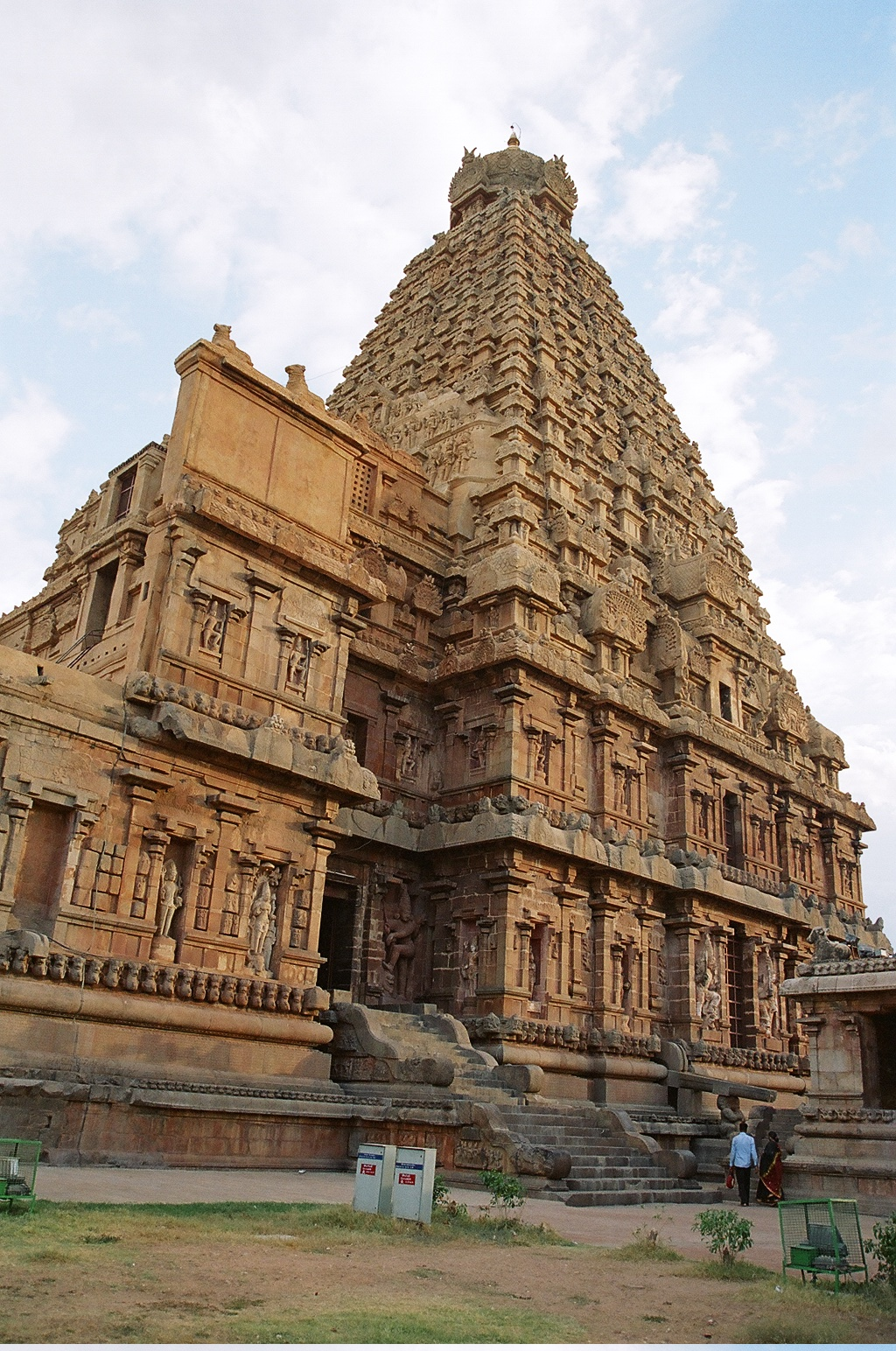
Brihadeshwara-templet, byggt i dravidisk stil.

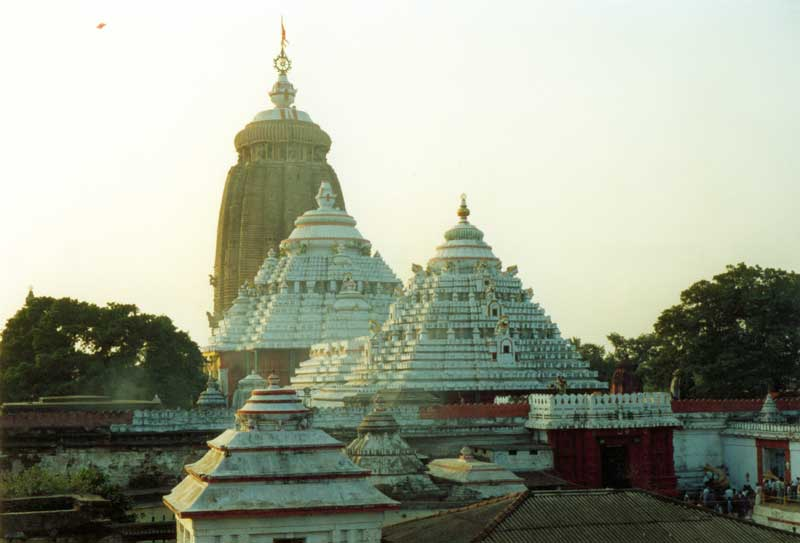
Jagannath-templet i Puri, ett exempel på Kalinga-stilen.

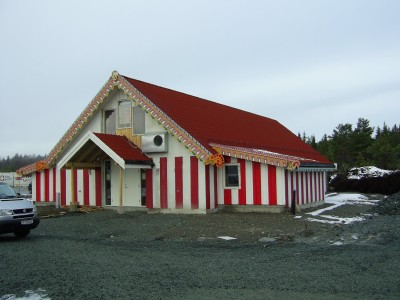
Ett Ganesha-tempel vid Tiller utanför Trondheim.

Ett hinduiskt tempel även kallat hindutempel eller mandir, är en byggnad där hinduer utför gudsdyrkan, meditation, gudsoffer och andra andliga ritualer. I många indiska språk kallas templet mandir, men även benämningar som devasthanam (sanskrit och kannada), kovil, kshetram eller ambalam (tamil), och pura eller deula (oriya) förekommer beroende på språk och region.

## Gudabilder och gudomlig närvaro
En viktig egenskap hos hinduiska tempel är närvaron av gudastatyer (murti) och avbildningar av den gudom som templet är tillägnat. Dessa ses inte som själva guden, utan som fysiska uttryck för den gudomliga närvaron, vilket gör templet till en plats där det gudomliga blir tillgängligt genom syn, beröring och ritual. Templet är oftast tillägnat en huvudgudom – exempelvis Vishnu, Shiva eller Devi – och omges av andra associerade gudomar. Vissa mandirer är dock tillägnade flera gudomar samtidigt, särskilt i diasporan eller vid eklektisk tillbedjan.

## Tempelritualer och offertjänst
Till templet kommer hinduer för att utföra puja, den dagliga gudstjänsten, men det fungerar också som samlingspunkt för högtider, musik, dans och andlig undervisning. Det är vanligt att visa vördnad genom att böja sig, recitera böner eller sjunga mantran. En hindu kan utföra tempelceremonin själv eller som deltagare i en större ceremoni. I många tempel framförs ceremoniella sånger av musiker, ackompanjerade av instrument som harmonium, cymbaler, trianglar och andra instrument. Brahminska präster reciterar samtidigt verser ur Vedan – hinduismens heliga skrifter. Till de vanligaste offren hör blommor, frukt, rökelse, kryddor och mjölk, vilka efteråt delas ut som prasada – en helgad måltidsgåva. Djuroffer är mycket ovanligt och förekommer endast i ett fåtal tempel, oftast tillägnade Kali eller hennes inkarnationer.

## Arkitektur och symbolik
Tempelarkitekturen bygger på vediska principer och förenar geometri och astronomi med astrologi, talmystik och rituell funktion. Byggnaden speglar samspelet mellan makrokosmos och mikrokosmos och orienteras ofta i relation till himlakroppar. Alla tempel är uppbyggda kring ett centralt heligt rum, garbhagriha, där huvudgudomens staty står. Runt detta finns flera zoner eller rum, ofta organiserade i koncentriska mönster, som speglar idéer om världens ordning och själens väg mot det gudomliga.

## Tempelbesök och rörelsemönster
Besökare tar av sig skorna innan de går in i templet. Vid ingången finns ofta en klocka att ringa i för att meddela sin ankomst till guden. Inuti rör man sig medsols runt helgedomen som en form av vördnad. Under högtider bärs ibland gudabilden i procession kring templet, vilket symboliserar gudens närvaro bland människor och det eviga kretsloppet. Vissa tempel har flera mindre helgedomar kring den centrala, och dessa kan vara tillägnade andra gudomar eller aspekter av huvudguden.

## Historisk utveckling
Fasta byggnader för religiösa ritualer uppfördes troligen inte förrän omkring vår tideräknings början. De äldsta bevarade templen är daterade till omkring år 400 e.Kr. Därefter har en rad regionala byggstilar utvecklats över den indiska subkontinenten, var och en med egna särdrag i form, ornamentik och rituell funktion. Trots variationerna är strukturen med en innersta helgedom gemensam för i stort sett alla hinduiska tempel.